# Jumellea triquetra
Jumellea triquetra là một loài thực vật có hoa trong họ Lan. Loài này được (Thouars) Schltr. mô tả khoa học đầu tiên năm 1915.

## Hình ảnh

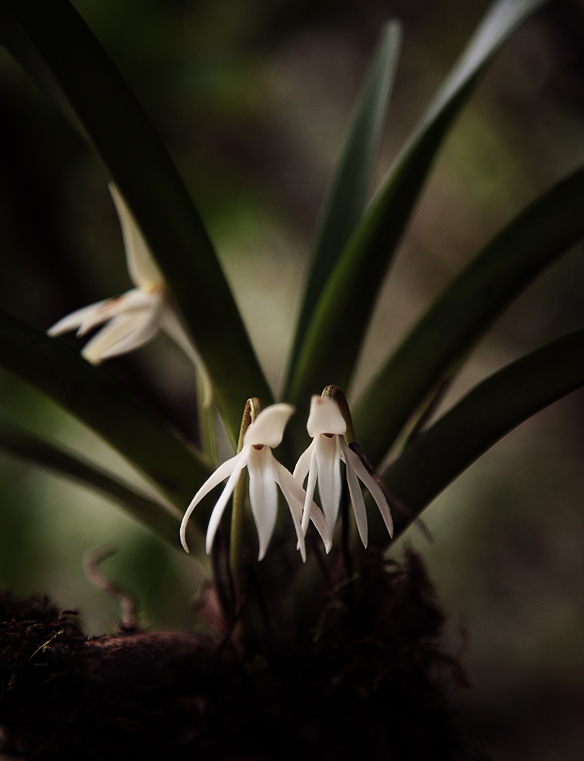